# Coupe de Suisse de football 2006-2007
Navigation
Édition précédente Édition suivante
La Swisscom Cup 2006-2007 s'est déroulé du 25 août 2006 au 28 mai 2007 et a vu la victoire du FC Bâle.

## Finale
| Entraîneur :    |
| Christian Gross |

| Entraîneur :   |
| Ciriaco Sforza |

| Entraîneur :    |
| Christian Gross |

| Entraîneur :   |
| Ciriaco Sforza |